# Босна (река)
Босна  је централна река у Босни и Херцеговини.

## Одлике
Извире из тридесетак крашких врела у селу Врутци у близини града Илиџе у подножју планине Игман на 500 m надморске висине. Сам локалитет извора се назива Врело Босне и познато је сарајевско излетиште. Протиче централним делом Босне, а код Шамца се улива у реку Саву. Река Босна припада црноморском сливу. У римско време река се звала Bathinus и неки историчари сматрају да је по њој и настала реч Босна. У горњем току, од извора до Зенице, протиче кроз Сарајевско, Височко, Какањско и Зеничко поље. У средњем току се пробија кроз клисуре усечене у чврсте стене, Врандук-Немила и Маглај-Добој, а у доњем току од Добоја до ушћа, протиче нестабилним коритом кроз алувијалну раван гдје прави више рукаваца, ада и меандара.
Река Босна је дуга 273 km, дубока је 1-3 m (у вировима достиже дубину и до 10 m) а широка је од 35 до 170 m. Највише је сужена између Маглаја и Добоја. Обале су јој високе од 1,5 до 6m, а делимично су обрасле шумом и жбуњем. На више места прави слапове и брзаке. Просечан пад јој износи 1,48м/км, а средња количина протицања воде око 100m100m³/s. Највећи водостај је у периоду март-мај и у новембру, а најнижи у августу и септембру. Низводно од Маглаја је могуће сплаварење за време средњег и високог водостаја.
Ретко плави околно земљиште, осим низводно од Модриче гдје се чешће излива. У доњем току наноси веће количине шљунка, стварајући плићаке. Дно корита Босне чине претежно непропустљиве стене. Газови преко Босне су ретки. Смрзава се само за вријеме јаких зима. Главне притоке ријеке Босне су: Жељезница (26,9 km), Миљацка (35,9 km), Криваја (101 km), Спреча (137,5 km) и Ставња (30,4 km) са десне стране, а Фојничка река (46 km), Лашва (49,4 km) и Усора (82 km) са леве стране. Све имају већи пад од Босне осим Спрече.
Босна са својим притокама располаже годишње потенцијалном хидроенергетском снагом од 3,30 милијарди kWh. Једина хидроцентрала, Богатић, изграђена је после Другог светског рата на реци Жељезници са снагом од 6,5 MW. Слив Босне захвата 10460 km² са средњом надморском висином од 640 m и највећим делом ограничен је средњим и ниским планинама.
Долина Босне спаја Панонску низију са централном Босном, одакле је долином Неретве везана са Јадранским морем. Кроз ову долину пролази железничка пруга и пут који продужују долином Неретве. Долину Босне пресеца железничка пруга и пут Тузла-Добој-Бања Лука. У средњем току је долином Лашве повезана путем према Травнику и даље према Бихаћу док у горњем току у долину Босне избија пут Вишеград-Сарајево.
Долина реке Босне је најнасељенија област Босне и Херцеговине и у њој се налази скоро милион становника као и индустријски центар државе. Насеља уз Босну су друмског типа, понегде доста разређена. У долини Босне се налазе градови Сарајево, Високо, Какањ, Зеница, Завидовићи, Жепче, Маглај, Добој, Модрича и Шамац.